# Gravière
Pour les articles homonymes, voir Gravière (homonymie).

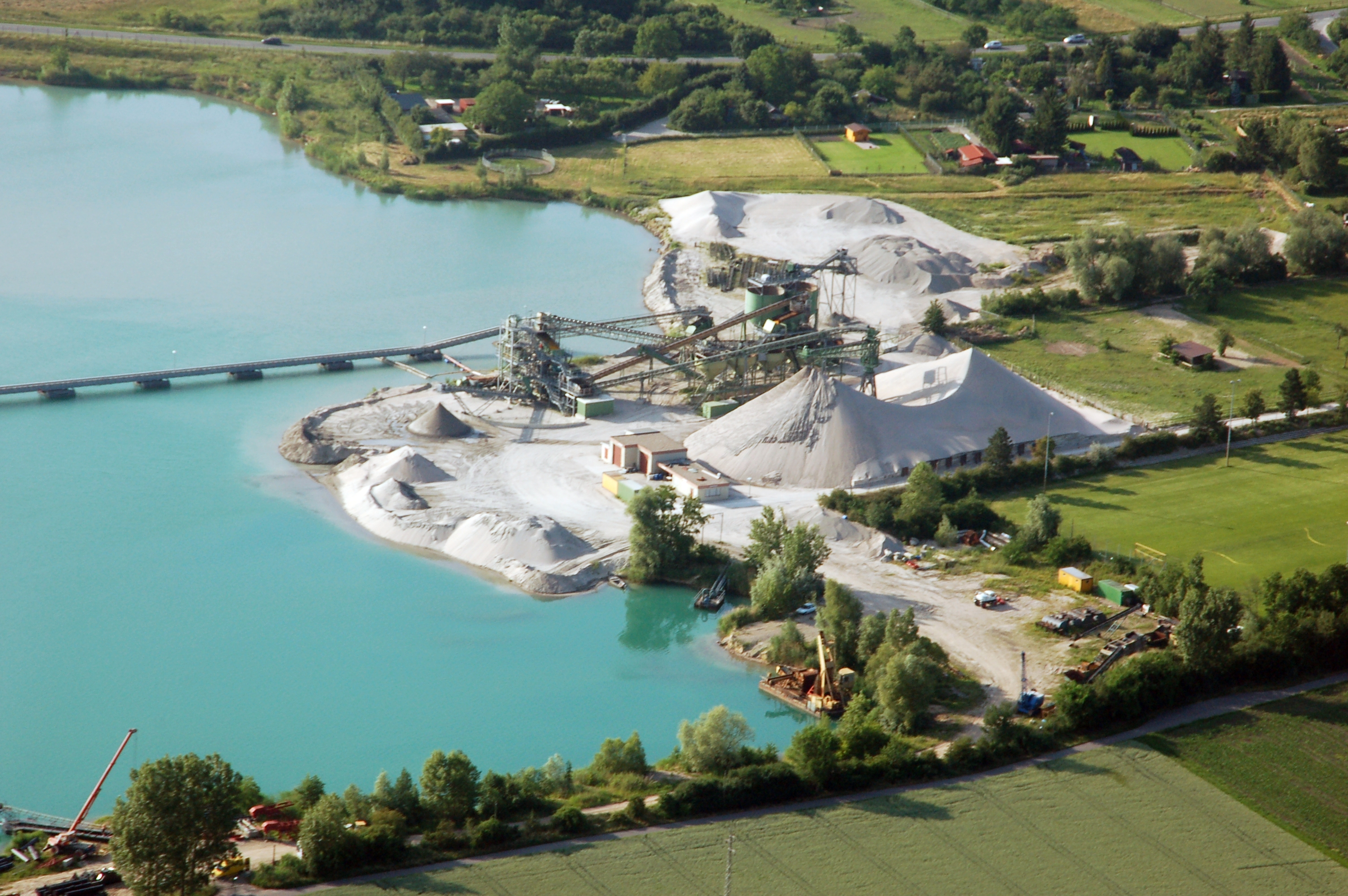
Une gravière en Allemagne

Une gravière est une carrière produisant des granulats. Durant son exploitation elle est souvent responsable d'un cône de rabattement de nappe puis en fin de vie (« fin de carrière »), elle évolue souvent en mare ou étang. En raison de leur charge minérale et/ou de la présence d'un plancton particulier, leur eau est souvent bleue.
Après leur exploitation, lorsqu'elles sont éloignées des zones cultivées, elles peuvent alors connaître un important développement de biodiversité et font l'objet de mesures de protection. Dans d'autres cas, elles sont couramment reconverties en zones de loisirs aquatiques de différents types. Lorsque l'eau est claire et de grande superficie, elles permettent la pratique de la natation, du kayak, de la voile ou de la plongée sous-marine. Lorsque la turbidité est plus élevée ou qu'elles sont plus petites, elles sont davantage reconverties en étangs de pêche. Dans les années 2020 se développent également la reconversion énergétique avec la pose de parc photovoltaïque flottant.

## Localisations
Les gravières se trouvent souvent dans les vallées où la nappe phréatique est élevée, si bien qu'elles se remplissent souvent naturellement d'eau pour former des étangs ou des lacs.

## Exploitation
Elle permettent d'extraire essentiellement des granulats de type alluvionnaires. Ces derniers sont ensuite criblés en différentes tailles pour la maçonnerie ou la fabrication de béton de ciment ou de mortier, les plus grandes granulométries sont souvent concassés pour entrer dans la composition d'enrobés, les graves-bitumes et les enduits routiers.
L'extraction se fait par pelle mécanique, par drague ou par dragline.

Schéma de principe simplifié du traitement typique des granulats alluvionnaires :
: extraction, non représenté ;
: pré-crible ;
: tube laveur-débourbeur ;
: crible produits roulés ;
: trémie tampon ;
: concasseur à cône ou à axe verticale ;
: crible produits concassés ;
: cyclonage sable ;
: bassin de décantation ;
: concasseur à mâchoires ;

- Circulation de base ;
- Circulation alternative ou complémentaire.

## Devenir

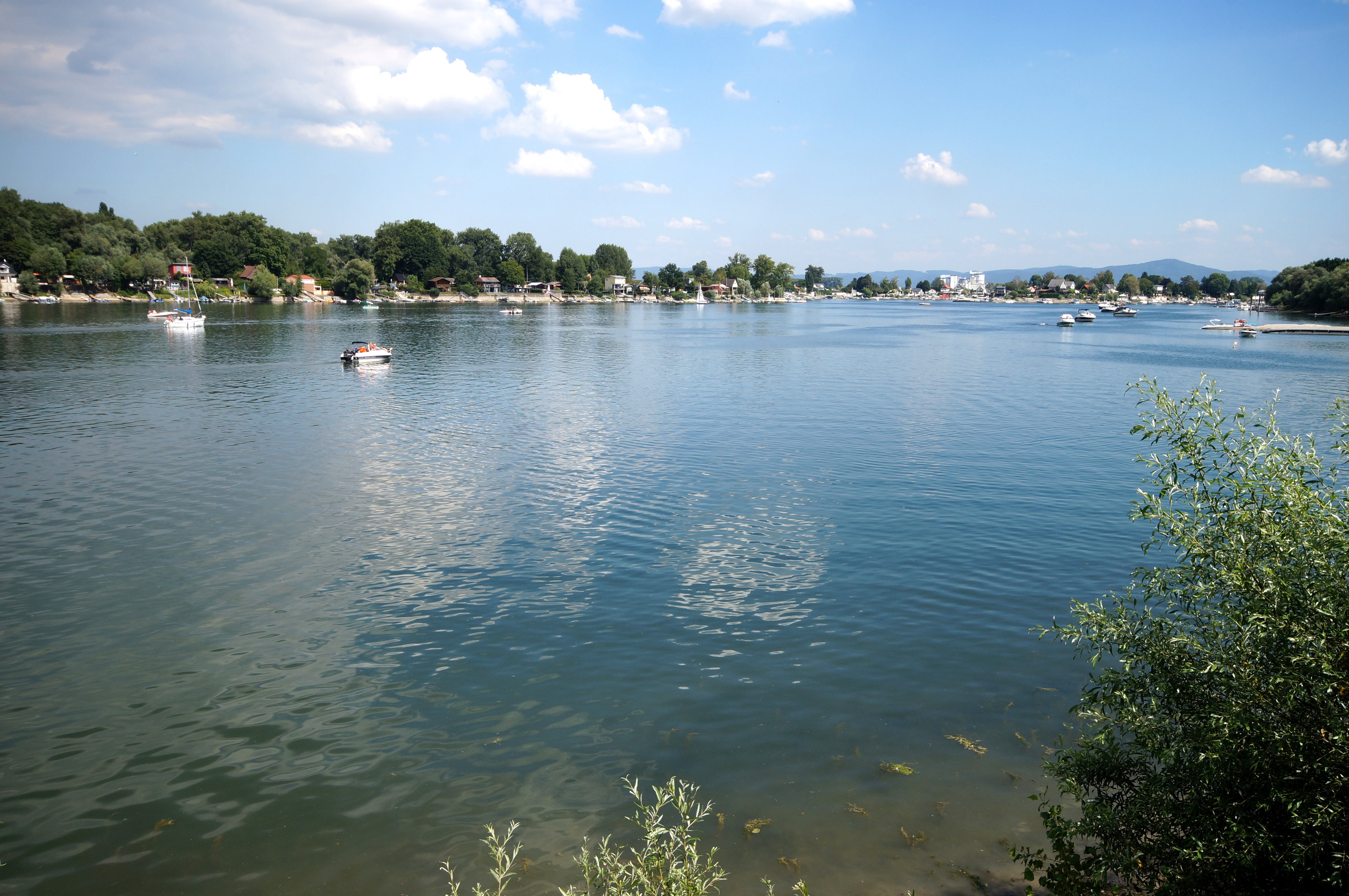
L'Eicher See, en Allemagne, gravière se prêtant aujourd'hui à diverses activités comme la voile et la pêche.

Les anciennes gravières abandonnées sont souvent utilisées soit en tant que réserves naturelles, soit comme zone de loisir pour les sports nautiques, le camping et la randonnée.
De plus, de nombreuses gravières ont été alevinées avec des poissons d'eau douce, dont la carpe commune, pour créer des lieux de pêche populaires.
Depuis les 2020, certaines anciennes gravières sont réutilisées en déployant à leur surface des centrales photovoltaïques flottantes.
Certaines ont été en partie ou en totalité transformées en décharge, avec des risques pour la nappe phréatique et la qualité des eaux superficielles.